# Thelma (film 1911)
Thelma è un cortometraggio muto del 1911. Il nome del regista non viene riportato nei credit del film, l'adattamento di un romanzo di Marie Corelli.

## Produzione
Il film fu prodotto dalla Selig Polyscope Company.

## Distribuzione
Distribuito dalla General Film Company, il film - un cortometraggio in una bobina - uscì nelle sale cinematografiche statunitensi il 9 febbraio 1911.

## Versioni cinematografiche del romanzo
Fu il secondo adattamento cinematografico del romanzo di Marie Corelli.
- Thelma prodotto dalla Thanhouser (1910)
- Thelma prodotto dalla Selig Polyscope (1911)
- A Modern Thelma, regia di John G. Adolfi (1916)
- Thelma, regia di A.E. Coleby e Arthur Rooke (1918)
- Thelma, regia di Chester Bennett (1922)